# Zdzisław Lewicki (1890–1914)
Zdzisław Franciszek Lewicki herbu Rogala, ps. „Rogala” (ur. 10 lub 20 maja 1890 w Słobodzie Rungurskiej, zm. 15 sierpnia 1914 pod Małogoszczem) – polski student, żołnierz Drugiej Kompanii Kadrowej.

## Życiorys
Urodził się 10 lub 20 maja 1890 w Słobodzie Rungurskiej. Był synem Anny i wyznania rzymskokatolickiego. Według Muzeum Józefa Piłsudskiego w Sulejówku urodził się w 1896 i był synem Kazimiery. Jego ojciec był burmistrzem Słobody Rungurskiej. W trakcie pogromu Żydów wszczętego przez robotników z kopalni Szczepanowskiego zdołał uspokoić agresorów, jednak sam w wyniku tych zdarzeń zmarł. Wówczas jego żona wraz z dwoma synami zamieszkała w Kołomyi. Później zmarł starszy z synów.
Celem podjęcia nauki w gimnazjum Zdzisław Lewicki został oddany przez matkę do rodziny jej siostry, żony inż. Józefa Kazubskiego, zamieszkujących w Sanoku (natomiast starsza córka Kazubskich została przyjęta przez Annę Lewicką, jako że w Sanoku brakował renomowanej szkoły żeńskiej). Według wspomnień Jana Świerzowicza Zdzisław Lewicki wstąpił do gimnazjum w Sanoku w gronie osób przybyłych z obszaru Królestwa. Około 1906 formalnie pozostawał pod opieką Emila Müllera, notariusza z Próchnika. W C. K. Gimnazjum w Sanoku Zdzisław Lewicki uczęszczał od II klasy w roku szkolnym 1903/1904 do VIII klasy w roku szkolnym 1909/1910 (w jego klasie byli m.in. Wacław Brzozowski, Michał Pieszko). W tych latach udzielał się w organizacji „Znicz”, kierowanej przez młodzież akademicką, formalnie studiującą na co dzień we Lwowie i Krakowie, a przebywającej w Sanoku, gdzie pracowali. Podczas nauki stworzył wraz z zamieszkującym wraz z nim kuzynem Leonem Kazubskim (ur. 1890) ośrodek artystyczno-literacki. Za sprawą działającej wśród sanockich gimnazjalistów ruchu politycznego, tzw. „Organizacji”, ośrodek ten zyskał charakter narodowo-demokratyczny. Lewicki był czołowym działaczem ośrodka, na jego łonie deklamował, był zafascynowany pisarstwem Wilhelma Feldmana. Odznaczał się ponadprzeciętnymi zainteresowaniami i oczytaniem, był sprawnym organizatorem w sferze muzycznej swojej organizacji, a także przejawiał cechy ideologa w swych wystąpieniach. Doprowadził do ożywienia tej organizacji. Wraz z Leonem Kazubskim, Julianem Krzyżanowskim działał w gimnazjalnym kole Związku Młodzieży Polskiej „Przyszłość” (PET), a 7 lipca 1909 wraz z nimi uczestniczył w zjeździe tej organizacji we Lwowie. Przystąpił do Oddziału Ćwiczebnego im. Stanisława Żółkiewskiego, założonego przez członków Organizacji Młodzieży Niepodległościowej „Zarzewie”. Kierował środowiskiem gimnazjalistów w „Zniczu” do 1910. W gimnazjalnej „czytelni wieczornej dla uczniów klas wyższych” wygłaszał odczyty: w V klasie 13 kwietnia 1907 referat pt. Życie i twórczość Chopina, w VII klasie 10 października 1908 odczyt na temat powieści Śmierć autorstwa Ignacego Dąbrowskiego, a w VIII klasie 23 października 1909 pt: Bajka w literaturze polskiej Rzeczypospolitej niepodległej (część I), 13 listopada 1909 pt: Bajka w literaturze polskiej Rzeczypospolitej niepodległej (część II), 20 listopada 1909 pt: O dramatach Szekspira,  27 listopada 1909 pt: O znaczeniu powstania listopadowego w dziejach porozbiorowych oraz 16 marca 1910 pt. Fryderyk Chopin wraz z ilustracją muzyczną. Był obiecującym pianistą i swoją grą ubogacał nabożeństwa gimnazjalne. Po ukończeniu VIII klasy w 1910 zdał egzamin dojrzałości w sanockim gimnazjum.
Po maturze przez rok studiował na Wydziale Prawa Uniwersytetu Lwowskiego (według innego MJP w latach 1910/1911 i 1911/1912 był studentem na Wydziale Filozoficznym Uniwersytetu Lwowskiego). We Lwowie zaangażował się bardziej w zapoczątkowaną jeszcze w sanockim gimnazjum działalność w Związku Młodzieży Polskiej „Zet” (wciągnięty do organizacji w 1906 przez Franciszka Bielaka), a także był blisko organizacji narodowej „Znicz”). Później przeniósł się do Krakowa, gdzie w roku akademickim 1912/1913 był studentem na Wydziale Filozoficznym Uniwersytetu Jagiellońskiego, gdzie zapisał się na kierunek polonistyki (formalnie pozostawał studentem od roku akademickiego 1912/1913 do 1913/1914. W tym czasie pracował w Konserwatorium. Był autorem „Piosnki dziadowskiej”.
Przez 1914 przystąpił do Związku Strzeleckiego. Po wybuchu I wojny światowej w 1914 wstąpił do Drugiej Kompanii Kadrowej w składzie I Brygady Legionów Polskich. Nosił pseudonim „Rogala”. Podczas pierwszego marszu na Kielce został wysłany na patrol pod Małogoszczem. Poniósł wówczas śmierć 15 sierpnia 1914. Według relacji naocznego świadka został trafiony bratobójczą kulą przez legionistę z innego patrolu (Franciszek Bielak podał, że Lewicki „zginął od kuli lękliwego towarzysza broni” oraz podał dzień śmierci 16 sierpnia 1914). 
Został pochowany na Cmentarzu Parafialnym w Małogoszczu (inskrypcja upamiętniająca go została umieszczona tamtejszym pomniku żołnierzy Armii Krajowej poległych podczas II wojny światowej 8 maja 1944).
Zarządzeniem Prezydenta RP Ignacego Mościckiego z 19 grudnia 1930 został pośmiertnie odznaczony Krzyżem Niepodległości za pracę w dziele odzyskania niepodległości. Po latach ciepło o Zdzisławie Lewickim wspominali jego przyjaciele z okresu nauki gimnazjalnej w Sanoku jak i uniwersyteckiej w Krakowie: Julian Krzyżanowski i Franciszek Bielak.